# Mariano Mercuri
Mariano Mercuri (Ancona, 7 novembre 1928 – Fortunago, 27 aprile 2019) è stato uno scenografo italiano, tra i padri fondatori della scenografia televisiva italiana.

## Opere

### Teatro in TV
- Amleto, W. Shakespeare (21/10/’55) regia Teatrale V. Gassman – Tv C. Fino
- Un cappello di Paglia di Firenze di E. Labiche (6/1/’56) regia C. Pavolini
- L’ostrica e la perla di W. Saroyan (31/1/’56) regia G. Galassi Beria
- La vita che ti diedi di L. Pirandello (17/2/’56) regia C. Fino
- Cabina telefonica di P. Brook (21/4/’56) regia G. Vaccari
- La ragazza da attraversare l’oceano di G. Pugnetti (15 /12 /‘56) regia S. Blasi
- Medea di Euripide  (11/1/’57) regia S. Ferrati con la supervisione di C. Fino
- Mancia competente di A. Laslo (20/9/’57) regia M. Landi
- I giocatori di N. Gogol (6/5/’58) regia S. Blasi
- La spada di Damocle di Alfredo Testoni, regia di Vittorio Cottafavi, trasmessa il 14 novembre 1958.
- Stelle alpine di E. Possenti (12/12/’58) regia C. Fino
- Un grande amore di F. Molnar (9/1/’59) regia C. Fino
- Processo di famiglia di D. Fabbri (20/2/’59) regia V. Cottafavi
- Il poverello di J. Copeau (28/3/’59) regia C. Fino – costumi E. Calderini
- Famiglia di D. Amiel e M. Petry-Amiel (24/4/’59) regia A. G. Majano
- S'egli tornasse di O. Vergani (5/5/’59) regia M. Lanfranchi
- Il divorzio di M. Praga (15/5/’59) regia C. Fino
- I disonesti di G. Rovetta (25/9/’59) regia C. Fino
- Giorgio Washington ha dormito qui di M. Hart e G. S. Kaufman (30/10/’59) regia S. Bolchi
- Saul di V. Alfieri (6/11/’59) regia C. Fino – costumi E. Frigerio
- Re Lear di W. Shakespeare (4/3/’60) regia S. Bolchi – costumi E. Frigerio
- L’ombra di D. Niccodemi (8/4/’60) regia C. Fino
- Mariana Pineda di F. Garcìa Lorca (13/5/’60) regia A. Brissoni
- La coda della volpe di A. Beretta e V. Tocci (19/8/’60) regia E. Colosimo – costumi E. Calderini
- Le troiane di Euripide (7/10/’60) regia C. Fino – costumi E. Frigerio
- Ritratto di una donna di C. Masci (5/4/’61) regia E. Fenoglio
- Abdicazione di G. Benavente (28/4/’61) regia A. Gagliardelli
- La duchessa di ferro di W. Douglas Home (25/8/’61) regia C. Fino
- Quel che passa il convento di H. Arthur (17/9/’61) regia C. Ragionieri
- La cometa si fermò di V. Calvino (20/12/’61) regia L. C. Ripandelli – costumi E. Calderini
- La persona giusta di P. Mackie (11/2/’62) regia E. Colosimo
- L'allegria centenaria di M. Brett (11/5/’62) regia C. Fino
- Il tempo e la famiglia Conway di J. Boynton Priestley (1/6/’62) regia A. Brissoni – costumi M. Strudthoff
- La mano sulla spalla di N. Manzari (8/6/’62) regia C. Fino
- Il rinoceronte di E. Ionesco (23/7/’62) regia F. Enriquez (sc. e costumi)
- Il giro del mondo di T. Williams e D. Windham  (6/8/’62) regia E.Macchi – costumi M. Strudthoff
- Letto matrimoniale di J. De Hartog (28/9/’62) regia G. Vaccari – costumi P. Pizzi
- Rancore di D. Fabbri (5/10/’62) regia di C. Fino
- La calzolaia ammirevole di F. Garcia Lorca (7/10/’62) regia F. Enriquez – costumi di E. Luzzati
- Questioni varie all’ordine del giorno di G. Ross e C. Singer (15/10/’62) regia C.Fino
- Sesto piano di Alfred Gehri (26/10/’62) regia F. Bollini – costumi M. Strudthoff
- Lo stilita di T. Pinelli (2/11/’62) regia C. Fino – costumi M. Strudthoff
- Notturno a New York di C. Odets (1/4/’63) regia G. Di Martino
- Il capanno degli attrezzi di G. Greene (10/6/’63) regia di S. Bolchi
- Un diabolico amore di M. Amendola (10/1/’64) regia R. Siena
- In portineria di G. Verga (28/2/’64) regia S. Blasi – costumi E. Calderini
- Vacanze in compagnia di M. Brett (29/3/’64) regia A. Brissoni
- Martina di J. J. Bernard (3/6/’64) regia di C. Di Stefano – costumi di M. Strudthoff
- I burosauri di S. Ambrogi (17/6/’64) regia T. R. Iacobbi – r. Tv. L.C. Ripandelli
- L’arma gentile di J. Alldridge (3/7/’64) regia O. Spadaro – costumi M. Strudthoff
- Antonello capobrigante calabrese di V. Padula (8/7/’64) regia O. Spadaro – costumi E. Calderini
- Un uomo onesto di G. Frase (14/8/’64) regia G. Callegari
- C’è suocera e suocera di J. Popplkewell (18/8/’64) regia D. Malaerida
- La nemica di D. Niccodemi (3/2/’65) regia C. Fino – costumi Giulia Mafai
- Sulla via maestra di A. Cechov (10/2/65) regia di I. Alfaro – costumi di E. Calderini
- La zitella di C. Bertolazzi (18/6/’65) regia F. Bollini – costumi E. Calderini
- Il vero Giacobbe di F. Arnold e E. Bach (9/7/’65) regia I. Alfaro – costumi di E. Calderini
- Agamennone di V. Alfieri (6/8/’65) regia T. R. Giovampietro – Tv L. Ripandelli – costumi G. Polidori
- Esuli di J. Joyce (14/9/’65) regia A.G. Majano – costumi M. Strudthoff
- I papà nascono negli armadi di Scarnicci e Tirabusi (7/10/’65) regia E. Macchi
- La pelliccia di castoro di G. Hauptmann /3/3/’66) regia C. Fino – costumi E. Colciaghi
- Don Giovanni di Molière (5/5/’67) regia V. Cottafavi – costumi V. Colasanti
- Un cadavere a zonzo di J. Popplewell (7/5/’67) regia G. Di Martino – costumi Maud Strudthoff
- Una serata fuori di H. Pinter (6/5/69) regia E. Fenoglio – costumi Mariolina Bono
- Otto donne di R. Thomas (22/7/’69) regia M. Ferrero – costumi G. Sala Vicario
- Spirito allegro di N. Coward (16/9/’69) regia T. D. D’Anza – Tv A. Grimaldi
- Tutta la verità di P. Mackie (25/11/’69) regia C. Fino – costumi L. Ramous
- L’avventura di Maria di I. Svevo (27/5/70) regia di D. Guardamagna – costumi di E. Luzzati
- Il governo di Verre di M. Prosperi (25/8/’70) regia T. R. Giovampietro – Tv C. Fino – costumi G. Polidori
- Il secondo colpo di R. Thomas (24/11/’70) regia G. Morandi
- Questo matrimonio si deve fare di V. Brancati (23/7/’71) regia C. Fino – costumi E. Colciaghi
- La mela felice di J. Pulman (26/1/’73) regia F. Bollini – costumi E. Costanzi
- Maman Colibrì di H. Bataille (27/4/’73) regia di A. G. Majano – costumi A. Sala Vicario
- Il falco d’argento di S. Landi (22/6/’73) regia F. Tolusso – costumi T. Vossberg
- Il temporale di A. Strindberg (21/9/’73) regia C. Fino – costumi E. Calderini
- La donna del mare di H. Ibsen (14/12/’73) regia Sandro Sequi – costumi di G. Sala Vicario
- La quinta colonna di E. Hemingway (23/4/’76) regia G. Fina – costumi Franca Zucchelli
- Vittime di J. Finch (28/5/’76) regia M. Ponzi
- Chicchignola di E. Petrolini (2/9/’77) regia M. Scaparro – costumi R. Francia
- La guêra di P. Bettini e E. Albini (29/2/’80) regia M. Morini – costumi e arr.G. M..Fercioni
- Ona famiglia de Cippaloni di C. Dossi (7/3/’80) regia M. Morini – costumi e arr. G. M. Fercioni
- El nost Milan: i sciöri di C. Bertilazzi (14/3/’80) regia M. Morini - costumi e arr. G. M. Fercioni
- La professione della signora Warren di G.B. Shaw (21/12/’81) regia di G. Albertazzi – costumi e arredamento E. Mannini
- Il folle amore ovvero La prima sorpresa di A. Roussin (3/10/’82) regia M. Ferrero costumi L. Ramous
- Le streghe non piangono di J. Van Druten (17/10/’82) regia C. Battistoni – costumi A. Poli
- Sinceramente bugiardi di A. Ayckbourn (13/10/’82) regia Ferrero – costumi L. Ramous
- Ti ho sposato per allegria di N. Ginzburg (14/11/’82) regia di C. Battistoni – costumi A. Poli

### Originali Tv e Sceneggiati
- Sospetto Orig. Tv di Philip Levène (15/9/’59) regia di Eros Macchi
- Una burla riuscita di I. Svevo (3/5/’62) – rid. T. Kezich – costumi Maud Strudthoff – regia E. Fenoglio
- Il giocatore di F. Dostoevskij (21/12 e 28/2/’65) – riduz. Di E. Fenoglio e Sole Sandri regia di Edmo Fenoglio
- La giacca stregata (serie Racconti Italiani 2° programma Tv) di Dino Buzzati (da Il Colombre)  riduz. Di Massimo Franciosa (26/9/’69) – costumi Elio Costanzo .- regia Massimo Franciosa
- Antonio Meucci cittadino toscano contro il monopolio Bell (serie Sperimentali per la Tv 2° progr. Tv) Sceneggiatura di D. Guardamagna e Lucio Madarà – costumi di Gianna Gissi – regia Daniele D’Anza
- La porta sbagliata di Natalia Ginzburg (14/12/’72) – costumi Ida Michelassi – regia Guido Stagnaro
- Accadde a Lisbona (15/9-22/9-29/9/’74 3 p.) – regia Daniele D’Anza costumi di G. Vicario Sala
- La Castiglione (30/12/75 e 8/1/76) – sceneggiatura e regia di Dante Guardamagna – costumi di Giulia Mafai
- L’agente segreto di J. Conrad (1/1/ e 8/1/’78 2 p.) – riduzione e sceneggiatura di D. Guardamagna e Franco Vegliani – costumi Ambra Danon – regia di A. Calenda
- La commediante veneziana di Raffaele Calzini (15/4 e !3/5/’79 5 p.) – Scen. Fabio Pittorru e Vittorio Bonicelli – costumi G. Polidori – regia S. Nocita
- Con gli occhi dell’Occidente di J. Conrad (2a rete 2/11-9/11-16/11’79 3 p.) –costumi di Gianni Polidori – regia di V. Cottafavi
- Melodramma soggetto di Sandro Bolchi (2/9 – 23/9/1984) – Sceneggiatura di D. Guardamagna con la coll. di D. G. – costumi di M. Monteverde – regia di S. Bolchi
- Al pappagallo verde di Schnitzler – Regia S. Blasi
- Otello di Verdi – regia F. Enriquez